# VII Batallón Aéreo de Reemplazo
El VII Batallón Aéreo de Reemplazo (VII. Flieger-Ersatz-Abteilung) fue una unidad de la Luftwaffe alemana durante la Segunda Guerra Mundial.

## Historia
Fue formado en abril de 1942 en Grosselfingen. En 1943 estaba en Nagold.

## Comandantes
- Teniente coronel Karl Winneberger (17 de abril de 1942 - 28 de mayo de 1943)
- Teniente coronel Kurt Petersson (28 de mayo de 1943 - 12 de marzo de 1945)
- Mayor Ernst Schülmann (12 de marzo de 1945 - 8 de mayo de 1945)